# Hall of Fame Tennis Championships 1976
L'Hall of Fame Tennis Championships 1976 è stato un torneo di tennis giocato sull'erba dell'International Tennis Hall of Fame di Newport negli Stati Uniti. È stata la 1ª edizione del torneo che fa parte del Commercial Union Assurance Grand Prix 1976. Il torneo si è giocato dal 16 al 19 settembre 1976.

## Campioni

### Singolare maschile
Vijay Amritraj ha battuto in finale  Brian Teacher con il punteggio di 6–3, 4–6, 6–3, 6–1

### Doppio maschile
Chris Katchel /  Colin Dibley hanno battuto in finale  Colin Dibley /  Paul Kronk con il punteggio di 5–6, 6–4, 6–4